# Cukortartó

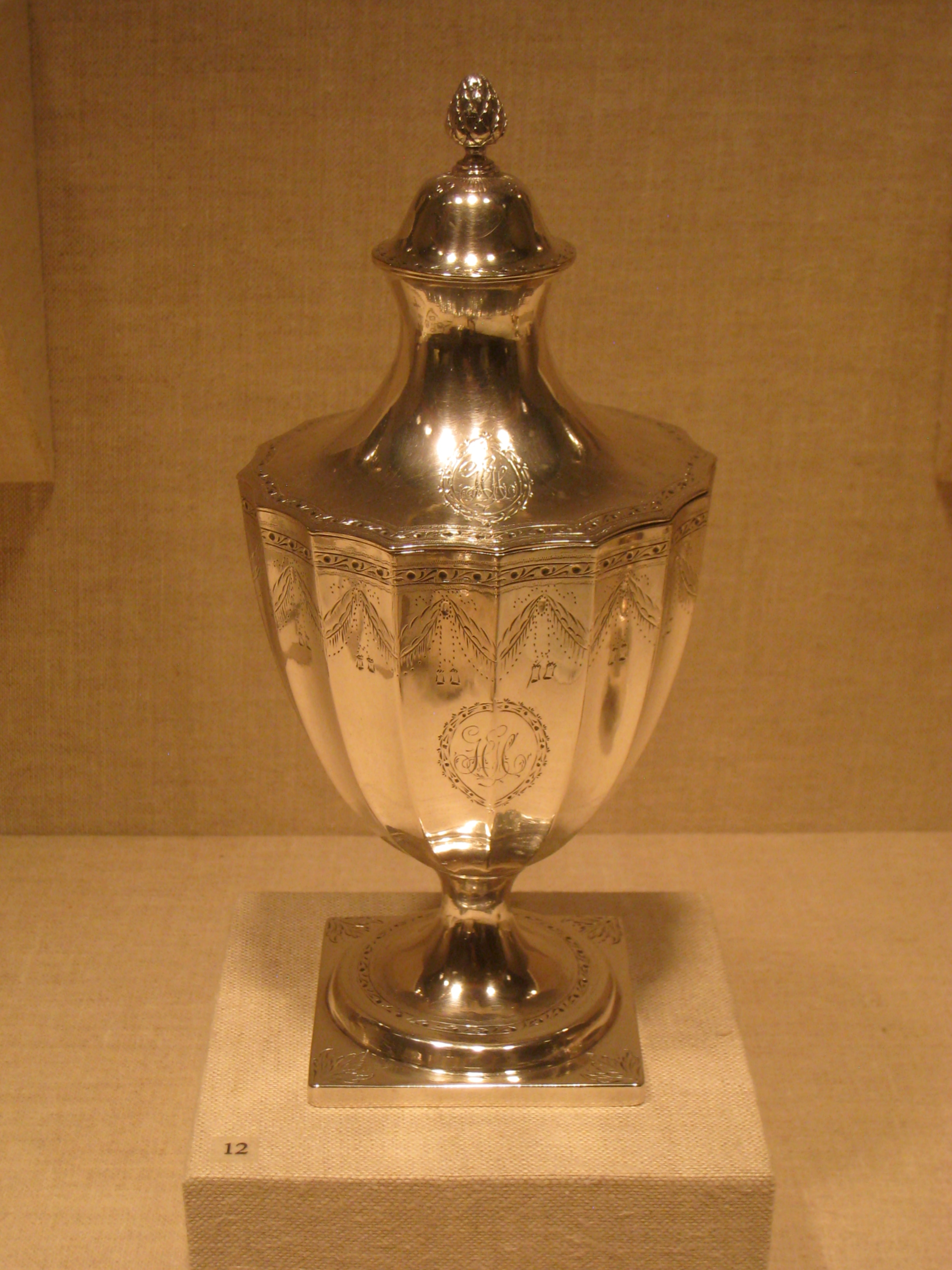
Ezüst cukortartó, 1795 körül

A cukortartó kristálycukor vagy kockacukor tárolására, illetve a portól és nedvességtől való megvédésére szolgáló edény. Készülhet kerámiából, fémből, üvegből, porcelánból.

## Története

### Magyarországon
Magyarországon a 17. század elején a gazdag háztartásokban már az asztali készlet része volt a rézből vagy ezüstből készített cukortartó, ekkor még nádmézpornak való edény megnevezéssel. Az edény használata – a cukorszóróhoz hasonlóan – szélesebb körben a 18. században terjedt el. Az Erdélyi magyar szótörténeti tár 1719-es dátummal hozza a baldog kave vagy czukor tartó kifejezést, de még 1796-ban is előfordult a nádméztartó iskátulya megnevezés.
Az 1718-ban alapított szoldobágyi üveghuta 1727-től kezdve gyártott cukortartót, a tatai fajanszgyár termékei között szintén szerepelt a 18. században. Magyarország első porcelángyárában, Telkibányán a termelés beindulásától, 1831-től gyártottak cukortartót.
Egy 2014. szeptember 1-jén hatályba lépő miniszteri rendelet szerint a közétkeztetésben az étkezőasztalon cukortartó nem helyezhető el.